# Gulbukig glasögonfågel
Gulbukig glasögonfågel (Zosterops chloris) är en fågel i familjen glasögonfåglar inom ordningen tättingar.

## Utbredning och systematik
Gulbukig glasögonfågel delas numera vanligen in i fyra underarter med följande utbredning:
- Z. c. maxi – Karimataöarna utanför sydvästra Borneo, småöar söder och öster om Belitung, Seribuöarna, Karimunjawaöarna, Gili utanför Baewan, Laut Kecil-öarna, Kangeanlarna, Menjangan utanför nordvästra Bali, Lombok och Nusa Penida
- Z. c. mentoris – norra och centrala Sulawesi
- Z. c. intermedius – södra Sulawesi till Pulau Muna, Butung, Flores och Sumbawa
- Z. c. chloris – Tayanduöarna och Kaiöarna (Bandasjön)

Tidigare inkluderades wakatobiglasögonfågeln (Z. flavissimus)  i arten, men denna urskiljs numera vanligen som egen art.

## Status
Arten har ett stort utbredningsområde, men tros minska i antal, dock inte tillräckligt kraftigt för att anses vara hotad. IUCN kategoriserar arten som livskraftig.